# Kupsal
Kupsal ist ein Ortsteil der Gemeinde Krostitz im sächsischen Landkreis Nordsachsen in Deutschland.

## Geografie
Kupsal liegt östlich des Hauptortes Krostitz zwischen den Städten Eilenburg und Delitzsch. Es gibt Ortsverbindungen nach Behlitz (Stadt Eilenburg), Priester, Wölkau (Gemeinde Schönwölkau) und zur Staatsstraße 4 und weiter nach Mutschlena. In der Flur von Kupsal liegt die Ortswüstung Kunitz.

## Geschichte
Kupsal ist von der Siedlungsform her ein Rundplatzdorf. Es gehörte bis 1815 zum kursächsischen Amt Eilenburg. Durch die Beschlüsse des Wiener Kongresses kam der Ort zu Preußen und wurde 1816 dem Kreis Delitzsch im Regierungsbezirk Merseburg der Provinz Sachsen zugeteilt, zu dem er bis 1952 gehörte. Im Zuge der Kreisreform in der DDR von 1952 wurde Priester mit Kupsal dem neu zugeschnittenen Kreis Delitzsch im Bezirk Leipzig zugeteilt, welcher 1994 im Landkreis Delitzsch aufging.
Am 20. Juli 1950 wurde Kupsal nach Priester eingemeindet. Mit der Eingemeindung von Priester nach Krostitz am 1. Januar 1997 ist auch Kupsal ein Ortsteil der Gemeinde Krostitz.

### Einwohnerentwicklung
| Jahr | Einwohner |
| ---- | --------- |
| 1818 | 100       |
| 1880 | 118       |
| 1895 | 152       |
| 1925 | 131       |

| Jahr | Einwohner |
| ---- | --------- |
| 1939 | 129       |
| 1946 | 187       |
| 2009 | 80        |
| 2013 | 73        |

Die Einwohnerzahl von Kupsal lag 1818 bei genau 100. 1895 gab es mit 152 einen kleinen Ausschlag. Bis zum Ausbruch des Zweiten Weltkrieges stieg die Einwohnerzahl auf knapp 130. Nach Ende des Krieges stieg die Einwohnerzahl weiter. 1946 lebten knapp 200 Einwohner in Kupsal.